# Leo García
Leonardo Damián García (Moreno, 31 de agosto de 1970) más conocido como Leo García, es un cantante y músico argentino de rock, pop y música electrónica. Es también un reconocido ambientalista.

## Biografía
Nacido en la localidad de Moreno, Gran Buenos Aires. Desde muy chico sus influencias musicales han sido Gardel, The Beatles, Charly García, Serú Girán, Nino Bravo, Leonardo Favio y Morrisey . A los 13 años se muda a la provincia de Jujuy, al norte del país, donde descubre su pasión por los escenarios al entrar en contacto con peñas folclóricas locales.
Años más tarde, en su regreso a Moreno, forma una banda de pop llamada "Fotoclip" y tiempo después "El Duelo", con una tendencia pop-dark. Bajo esta formación es que presenta un material musical (demo) para la primera bienal de arte Joven de la Ciudad de Buenos Aires, en la que salieron ganadores Los Brujos.[cita requerida]
En 1990 formó una banda de techno pop llamada Avant Press, con la que grabó varios álbumes. En 1996, la célebre banda de rock Soda Stereo interpretó el tema "Cybersirena" en lo que sería su ante último show en Buenos Aires, en el marco del Festival Rock & Pop Alternativo, celebrado en el estadio Ferrocarril Oeste. Un año después Avant Press fueron invitados a la despedida de Soda en el estadio de River Plate.[cita requerida]
En 1998 publica bajo el nombre de "El Santo" su primer hit, "Milla" una versión en español del original de Netinho en portugués (también conocido como "Na ilha do sol") en el disco Verano 1998 de OID Mortales. Esta versión fue conocida en Latinoamérica como "La Isla Del Sol", la cual fue erróneamente adjudicada por la gente a la banda El Símbolo. Este tema más tarde fue versionado por estos últimos. Además, Leo García lo ha tocado varias veces con la banda Miranda![cita requerida]
En 1999, García empezó su carrera como solista y salió a luz su primer álbum, Vital, que fue editado a través del sello Índice Virgen. Compuso temas para y junto a otros artistas, entre otros la animadora infantil Caramelito Carrizo, Divina Gloria y Francisco Bochatón. 
Leo García fue colaborador y amigo de Gustavo Cerati. En 1999 se desempeñó segundo guitarrista estable de la banda de Gustavo Cerati, fue trabajando en los arreglos y producción de su segundo álbum junto al ex-Soda Stereo, durante la megagira del disco Bocanada.
En el año 2001 apareció «Morrissey», dedicado al cantante británico y utilizada por el artista como una manera de hacer pública su homosexualidad. El tema fue luego parodiado en diferentes versiones que cambiaban su letra original, siendo uno de los más conocidos el exitoso cover de cumbia-pop que realizó el grupo Los Parraleños, retitulado como «Megadeth».
En el año 2005, con Cuarto creciente, se animó un poco más hacia el rock, e incluyó una versión de la canción "Estrechez de corazón", del grupo musical chileno Los Prisioneros. En 2006 colaboró en el álbum Sobrevive del cuarteto chileno Kudai. En 2007 fue uno de los tres músicos amigos de Cerati que acompañaron a Soda Stereo en la gira Me Verás Volver. Participó del programa L&L junto con Leandro Fresco. En 2009 fue uno de los teloneros de Jonas Brothers y Demi Lovato.
A fines de 2010, comenzó a colaborar en la producción del álbum debut de la cantante chilena Camila Silva, ganadora de la primera temporada del programa Talento Chileno. En su edición de septiembre de 2012, la revista Rolling Stone, posicionó a García en el puesto n.° 79, de Los 100 mejores guitarristas del rock argentino.
En 2013, editó el álbum Algo real. En 2015 recibió el Premio Konex - Diploma al Mérito en la disciplina Solista Masculino de Pop.[cita requerida]
En los comienzos del año 2016 estrenó "Bailar", una canción del género EDM junto a su correspondiente video. La canción llega al primer puesto de "Tus 25", programa de la estación de radio mexicana Tu Dial.
En 2020, Leo García publicó una canción junto a León Gieco y Natalia Oreiro, "Pasará, Pasará", con motivo de la Pandemia de COVID-19.[cita requerida]
En 2022 participó del reality show El hotel de los famosos emitido por Canal 13. [cita requerida]

## Discografía

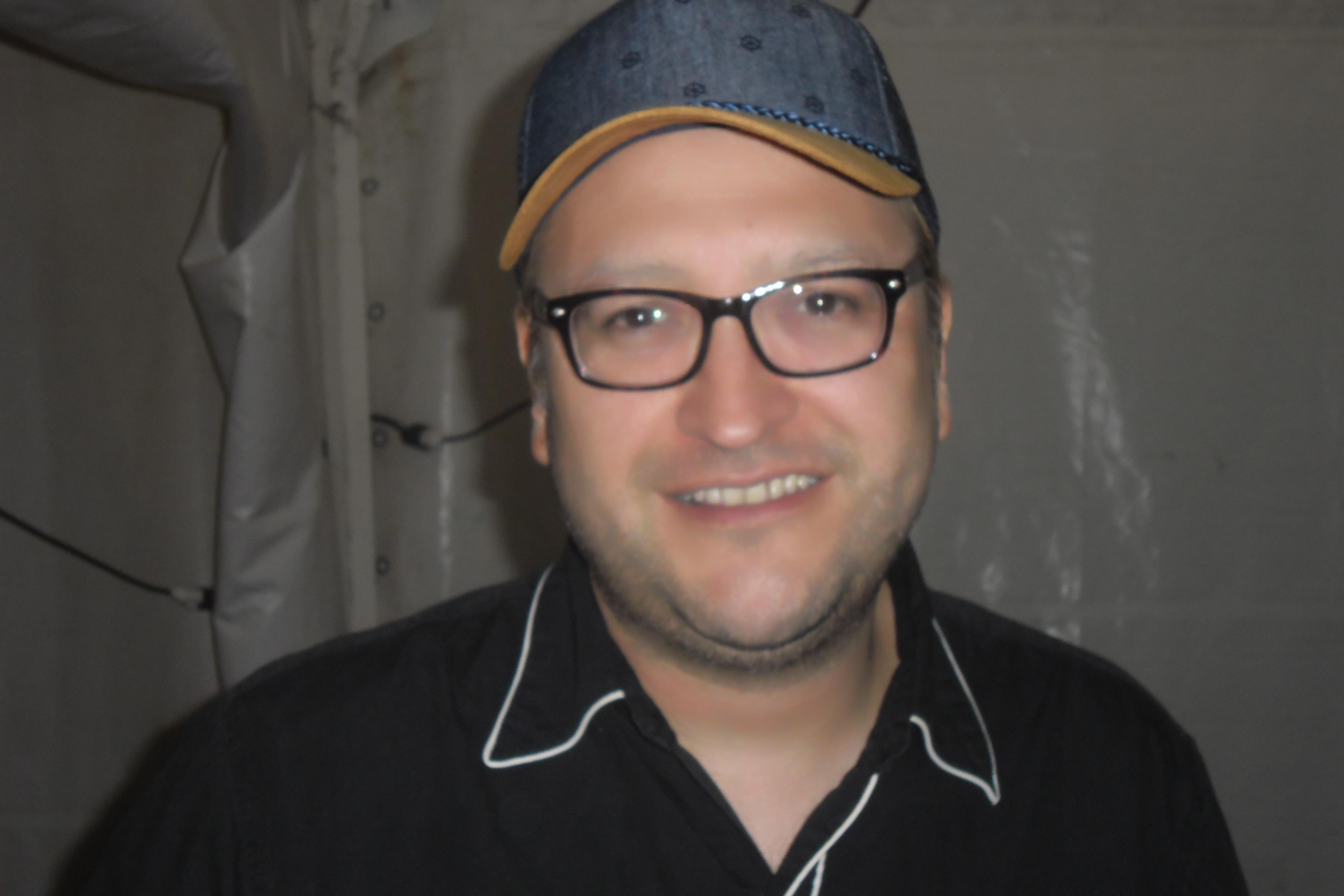
Leo García en la provincia de Mendoza, (2015).

- 1994 - Entre Rosas - Avant Press (EP)
- 1996 - Avant Press - Avant Press
- 1998 - Boutique - Avant Press
- 1999 - Vital
- 2000 - Clap Beat
- 2000 - Rascacielos (EP) - con Gustavo Lamas
- 2001 - Mar
- 2003 - Vos
- 2005 - Cuarto creciente
- 2008 - El Milagro del Pop
- 2009 - El Milagro Dance
- 2010 - Común y Especial
- 2013 - Algo real
- 2016 - Música del corazón
- 2022 - Punk
- 2023 - Punk Vol. 2